# Chironomus incertus
Chironomus incertus är en tvåvingeart som först beskrevs av Jean-Jacques Kieffer 1924.  Chironomus incertus ingår i släktet Chironomus och familjen fjädermyggor. Inga underarter finns listade i Catalogue of Life.